# Squadra kuwaitiana di Coppa Davis
La squadra kuwaitiana di Coppa Davis rappresenta il Kuwait nella Coppa Davis, ed è posta sotto l'egida della Kuwait Tennis Federation.
La squadra ha esordito nel 1989 e ad oggi il suo miglior risultato è il raggiungimento del Gruppo II della zona Asia/Oceania.

## Organico 2013
Vengono di seguito illustrati i convocati per ogni singolo turno della Coppa Davis 2013. A sinistra dei nomi la nazione affrontata e il risultato finale. Fra parentesi accanto ai nomi, il ranking del giocatore nel momento della disputa degli incontri (la "d" indica che il ranking corrisponde alla specialità del doppio).
| Gruppo II - Primo turno | Gruppo II - Primo turno                                                                |
| Thailandia (1-4)        | Abdullah Maqdas (500) Mohammad Ghareeb (712) Ali Ghareeb (1429) Naser Al Obaidly (fr*) |
| ----------------------- | -------------------------------------------------------------------------------------- |

| Gruppo II - Playoff | Gruppo II - Playoff                                                                    |
| Siria (3-2)         | Mohammad Ghareeb (707) Ali Ghareeb (1427) Hassan Al Mousa (fr*) Naser Al Obaidly (fr*) |
| ------------------- | -------------------------------------------------------------------------------------- |

- fr = Fuori Ranking